# De svenske korstog
De svenske korstog var en serie militære ekspeditioner, hvor et af motiverne var at kristne først og fremmest det hedenske Baltikum og at beskytte sig mod det ortodokse Novgorod. I henhold til overleveringer skal korstog desuden være rettet mod Finland, men disse var formentlig snarere erobrings- og plyndringstog end regelrette korstog, og ordet "korstog" anvendes ikke om disse ekspeditioner før end over 500 år efter ekspeditionernes afslutning, i 1800-tallet.

## Baggrund
Svenskerne var ikke ene om at drage på militære ekspeditioner i Østersøområdet. Danmark havde tidligere fremgangsrigt bekriget de vestlige slaver i Venden, Pommern og på Rygen, og siden etableret sig i Baltikum. Også tyske korsridderordener som Sværdbroderordenen og Tyske orden var etablerede i dette område.

## Finland
I 1150'erne skal ifølge overleveringen Erik den Hellige og biskop Henrik have ledet et korstog mod Finland (Republikken Novgorod, Gardarige). I dag betvivler man, at det fandt sted i form af et regelret korstog, da det savner belysning i samtidige kilder. Derimod er det troligt, at der på denne tid foretoges militære ekspeditioner fra svensk side, hvilke med tiden førte til, at Finland indlemmedes i det svenske rige.
Senere blev også Tavastland løseligt indlemmet i det svenske rige, dog snarere ved frivillig tilknytning til den svenske konge end ved erobring. Tavasterne befandt sig nærmere på Republikken Novgorod (Gardarige) end befolkningen i Egentliga Finland, og var dermed mere udsatte for tryk fra denne side. I 1220'erne eller tidligt i 1230'erne etableredes en katolsk kirkelig tilstedeværelse i området under biskop Thomas. I midten af 1230'erne frafaldt tavasterne imidlertid, hvilket førte til, at pave Gregor 9. i 1237 kaldte til korstog imod dem. I henhold til Erikskrøniken skal et felttog have fundet sted, men først mod slutningen af 1240'erne. Det er dog troligt, at denne har taget fejl kronologisk henseende og at ekspeditionen blev gennemført et årti tidligere, og at dette derfor er det ældste dokumenterede korstog til egnene nord for Den Finske Bugt.
Birger Jarl ledede det såkaldte andet korstog mod tavasterne i Finland i 1238 eller 1239. I første halvdel af 1200-tallet blev Åbo bispesæde, den første kendte biskop var Thomas (omtalt første gang 1234). Sammen med Birger Jarl og soldater fra Sverige bekæmpede han tavasterne. Som et led i områdets undertvingelse opførtes en borg ved navn Tavastehus.

## Estland
I 1220'erne gik kong Johan Sverkersson ind på den baltiske militære scene ved at invadere Rotalia. Med på krigstoget var jarl Karl Döve og Linköpingsbiskoppen Karl Magnusson. Ifølge Henrik af Livlands krønike var formålet magtpolitisk, at "erobre visse dele af Estland". Den gamle fæstning Leal blev hovedkvarter. Rotalia var allerede formelt kristnet, med en egen biskop med sæde netop i Leal. Dette bekymrede dog ikke svenskerne, og det gjorde ej heller den advarsel de fik om, at esterne var upålidelige. Johan Sverkerssons riddere rejste omkring i landet og døbte estere og byggede kirker, indtil kongen var sikker på, at Rotalia var en del af hans rige. Han efterlod nogle krigere i Leal og ansåg, at der ingen fare rådede, efter som området var omgivet af både danske og tyske befæstninger. Den 8. august ankom dog en flåde fra Øsel. Svenskerne havde formentlig hørt, at øselboerne for nylig var blevet ramt af et nederlag og derfor anset dem for ufarlige. Dette kom til at koste dem dyrt; øselboerne besejrede dem og dræbte alle eller næsten alle, inklusive biskoppen. Danske tropper ankom senere og begravede de døde. Danskere og tyskere begyndte derefter at konkurrere om kontrollen over det tidligere svenske område; ingen forsøg gjordes at genvinde det fra svensk side og det mislykkede foretagende synes ikke at have fået større politiske konsekvenser for Johan.

## Republikken Novgorod
I 1240 gennemførtes samtidig et angreb fra de katolske magters side på begge sider af Den Finske Bugt mod det ortodokse Novgorods domæner. Et mindre svensk fremstød blev slået tilbage af Alexander Nevskij, mens tyskere og danskere i begyndelsen havde store fremgange og kunne besætte store dele af Ingermanland. Senere kunne Novgorod dog generobre det tabte, og da krigstummelen havde lagt sig, var udfaldet nærmest status quo.
Et og et halvt årti senere gjordes et nyt, halvhjertet forsøg. Tiden var ellers ganske fredelig, med få stridigheder mellem katolikker og ortodokse, men pave Alexander 4. beordrede alligevel et korstog for at kristne hedningene øst for Narvafloden. Det er troligt, at Birger Jarl ivrede for korstoget, men det svenske gensvar blev ikke desto mindre svagt, og selv om de drog over til området og begyndte at anlægge en stad, drog de hjem og nåedes af nyheden, at novgorodianerne var begyndt at rejse en hær.

### 30 år med ufred
I 1293 gennemførte svenske tropper lige så hastigt som velplanlagt et fremstød langt ind i karelernes land, hvilket førte til en 30 år lang kraftprøvning mellem svenskere og russere. Novgorod havde da i en længere tid forstærket sine positioner i området, men selv om svenskerne ønskede at modarbejde dette, var de blevet forhindret deri af indre uroligheder. I 1292 havde novgorodiske tropper hærget i Tavastland, og de indre forhold var blevet stabiliseret under en formynderregering for Birger Magnusson under marsken, Torgils Knutssons, ledelse. I henhold til Erikskrøniken skal svenskerne først have anlagt Vyborg og siden indtaget Kexholm og også der anlagt en fæstning, men mistet denne til Novgorod. Viborg gjorde dog, at Karelen gled over i svenskernes hænder. I 1300 gjordes endnu et forsøg på at vinde kontrollen over nyt territorium ved at anlægge en fæstning, denne gang i Ingermanland. Russerne (Rus)gjorde et tidligt forsøg på at slå dette ned, men mislykkedes. Borgen blev færdigbygget, og store dele af krigsfolket vendte hjem. I henhold til Erikskrøniken skal dog under vinteren den efterladte proviant være blevet delvist ødelagt og skørbug have grasseret, hvor efter borgen blev ladt næsten øde tilbage. I 1301 gjordes derfor et nyt novgorodiskt stormningsforsøg, denne gang med større fremgang: borgen blev indtaget og lagdes siden i ruiner.
Den fredstilstand, som tidligere havde rådet i Sverige, var dog nu ovre, og kong Birgers langvarige slagsmål med sine brødre Erik og Valdemar skulle bestå i årtier. Krigen overgik i plyndringer fra begge sider. 1314 gjorde karelerne oprør mod Novgorod og overdrog Kexholm til Sverige, som dog heller ikke nu kunne holde en befæstning på stedet, hvorfor det atter faldt i russernes (rus) hænder. Med tiden indså begge sider, at ingen kunne vinde denne krig, og 1323 sluttedes Freden i Nöteborg.

### Magnus Erikssons korstog
I begyndelsen af 1340'erne var forholdene i nord usædvanligt fredelige: Sverige, Norge og Skåne var alle dele af en personalunion under Magnus Eriksson, og fred rådede med Danmark. Samtidig rådede en indre splittelse i Novgorod, som desuden ansattes af ydre fjender og havde kølige relationer med sine allierede. Desuden havde den hellige Birgitta af Vadstena fremtrådt i Sverige og prædikede for korstog. I 1348 indledtes det hele ved at Magnus forsøgte at omvende novgorodianerne med trusler om krig hvis de nægtede. De gjorde just dette, og krigen indledtes. Det lykkedes for svenskerne at indtage Nöteborg, og Magnus vendte hjem. Efter som ingen forstærkninger sendtes til borgens hjælp, kunne russerne (rus) dog snart generobre den. I anden halvdel af 1348 og første halvdel af 1349 holdt Magnus sig mærkeligt passiv, muligvis fordi han troede, at novgorodianerne var parat til at forhandle, muligvis fordi hans økonomi var for anstrengt. At intet skete i efteråret 1349 kan derimod let forklares med et eneste ord: pest. 1349 og 1350 ramte denne farsot Norden, og store dele af befolkningen døde. Krigen blev nu umulig at fortsætte i samme skala. Forsøg på at blokere Novgorod gjordes, men mislykkedes, og novgorodianerne plyndrede i Finland. Magnus havde nu held til at få paven til at udlyse korstog og beordre kristne at fremme dette, men til trods for at kontante summer blev indsamlet, var entusiasmen så lav, at krigen ikke kunne fortsætte, og krigshandlingerne endte reelt i 1351.

### Senmiddelalderlige stridigheder
I tiden frem til slutningen af 1400-tallet gjordes ingen større forsøg på at erobre russiske (rus) områder (Gardarige), selv om et flertal af mindre stridigheder udkæmpedes. Nu voksede dog en ny magt sig stadig stærkere: Storfyrstendømmet Moskva, som i slutningen af 1400-tallet indlemmede alle de øvrige russiske stater. Sverige blev på denne tid styret af Sten Sture den ældre, men kong Hans af Danmark ønskede at bestige den svenske trone og genoprette Kalmarunionen. For at kunne gøre dette måtte han dog først svække Sverige militært, og dertil passede russerne. I efteråret 1495 slog Rusland til. Olofsborg og Viborg (i Karelen) indesluttedes. Svenskerne var svækkede af en pestepidemi, og befalingsmanden på Viborg, Knut Posse, var ude af stand til at gøre meget mere end at irritere russerne. Disse forsøgte i løbet af vinteren, efter at det var mislykket at få svenske forstærkninger bragt frem i større antal, at storme Viborg. De havde ikke held til at erobre et af forsvarstårnene, men forsvarerne antændte dette, hvilket førte til den såkaldte Viborgska smällen. Til sidst trak russerne sig tilbage. Svenskerne forsøgte nu at få flere krigsfolk bragt frem, dels indlandske, dels hvervede tropper fra Nordtyskland, dels med hjælp fra den Tyske Orden. I 1497 var dog både svenskere og russere så krigstrætte, at en seksårig stilstand på basis af status quo aftaltes. Kong Hans af Danmark blev krigens egentlige vinder, så han den samme sommer kunne invadere Sverige og sætte sig selv på dets trone.
Krigen havde tydelige religiøse overtoner: udover det normale påberåbende af helgener synes man i særdeleshed at have påberåbet sig Sankt Erik og Den Hellige Birgitta, som begge var stærkt koplede til korstog mod Republikken Novgorod. Desuden anvendtes Sankt Eriks fane som hærtegn, og samme helgen gjordes til de svenske krigsmænds officielle beskytter. Sten Sture forsøgte desuden at få det hele erklæret som korstog ved at henvende sig til pave Alexander 6., og 1496 udfærdigedes en korstogsbulle.